# Monument Nacional dels Canyons dels Antics

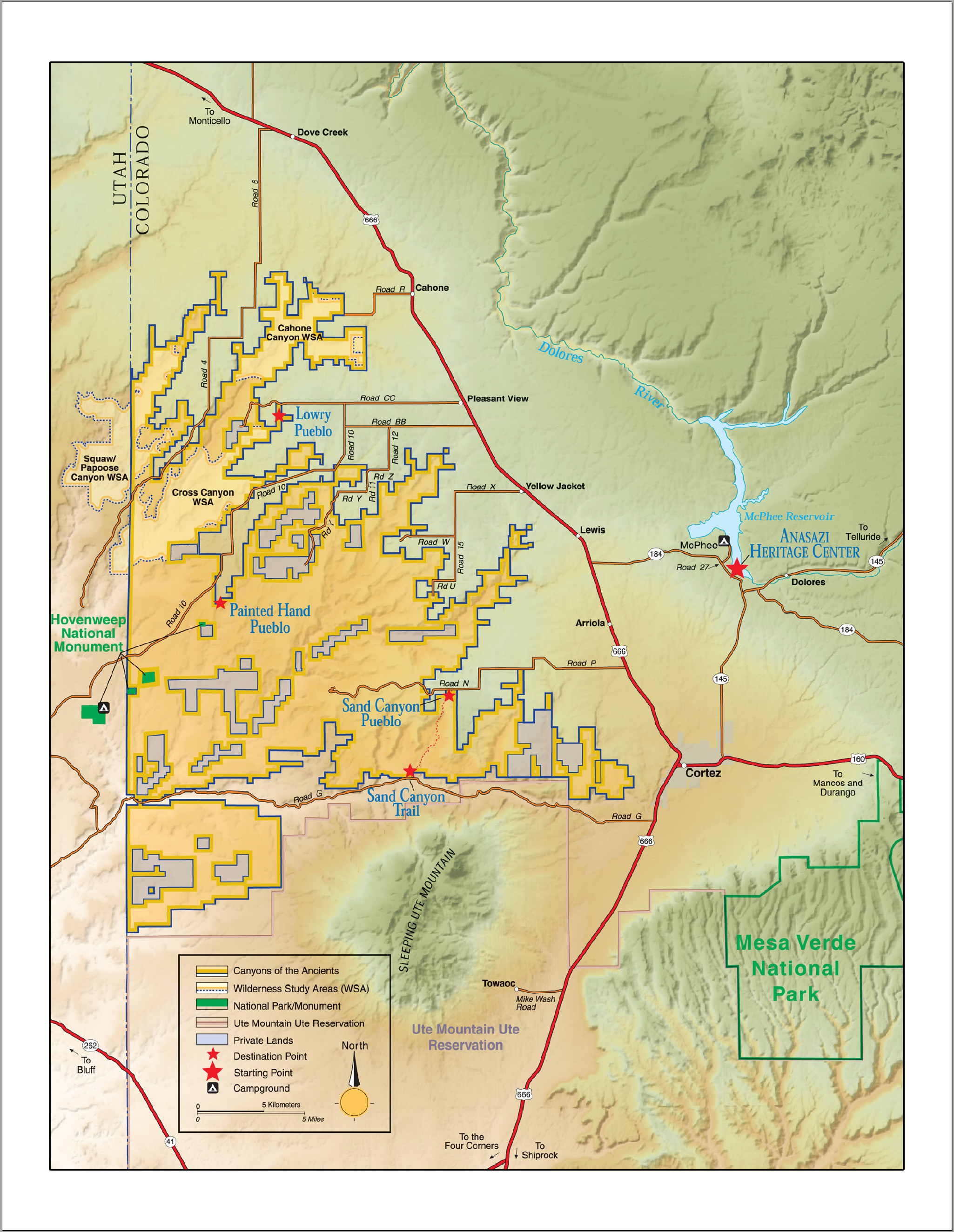
Mapa dels llocs notables dels Canyons del Antics

El Monument Nacional dels Canyons dels Antics (Canyons of the Ancients National Monument) localitzat al sud-oest de l'estat de Colorado protegeix la major concentració de jaciments arqueològics dels Estats Units. La majoria de les ruïnes representen la cultura anasazi (també coneguts com els amerindis pueblo ancestrals), però s'hi troben igualment artefactes d'altres cultures. Els Canyons dels Antics envolten tres dels cinc seccions del Monument Nacional de Hovenweep (Hovenweep National Monument) que són administrades separadament pel Servei de Parcs Nacionals.
El president Bill Clinton va proclamar aquest monument nacional de 712,47 quilòmetres quadrats en virtut de la Llei d'Antiguitats el 9 de juny del 2000. A diferència d'altres monuments nacionals dels Estats Units és gestionat per l'Oficina d'Administració de Terres (Bureau of Land Management o BLM). S'ha suggerit que pel fet que no és part del sistema de parcs nacionals, la BLM ofereix una mena de protecció als aproximadament 6000 jaciments arqueològics dins del monument mitjançant un mètode "contrari a la intuïció" amb dos components: negligència burocràtica i un fracàs per proveir serveis significatius per als visitants.
L'Anasazi Heritage Center (Centre del Patrimoni Anasazi), localitzat a Dolores (Colorado), és un museu arqueològic que també serveix com un centre de visitants per al monument nacional. El museu inclou exposicions així com una biblioteca d'investigació i un teatre.

## Jaciments arqueològics notables
| Lloc                | Imatge | Descripció | Web    |
| ------------------- | ------ | --- | ------ |
| Lowry Pueblo        |        | El Lowry Pueblo consta de vuit kives amb una gran kiva i 40 habitacions de tres pisos d'alçada. Una gran kiva subterrània va ser construïda al voltant de l'any 1103 i està pintada amb murals sobre cinc capes de guix. Al voltant de l'any 1110, altra kiva va ser construïda al cim de la kiva original. Donada la mida de la kiva, es creu que el Lowry Pueblo va servir com a centre de reunions i celebracions religioses. El pueblo es va col·locar en el Registre Nacional de Llocs Històrics el 1967. | [ 12 ] |
| Sand Canyon Pueblo  |        | Un dels majors pueblos de segle xiii, El Sand Canyon Pueblo va ser construït entre els anys 1250 i 1280. Conté almenys 20 blocs d'habitacions plurifamiliars amb 420 habitacions, 90 kives, i 14 torres amb espai per a 725 habitants. Una font s'estén a través del centre del pueblo. La construcció va ser exigent. Els habitants van tallar i modelar amb cura sorprenent les pedres del seus habitatges. Les parets eren d'ample doble o triple en alguns casos per assegurar l'estabilitat. Les famílies vivien en grups d'habitacions que incloïen sales d'estar, àrees d'emmagatzematge i sales de treball. Cada família tenia la seva pròpia kiva. La comunitat va compartir places amb teulades, grans kives i torres que normalment estaven connectades amb aquestes kives. Malgrat tot, la nova construcció es va aturar voltant l'any 1280 i la gent va començar a emigrar. Voltant l'any 1290, el pueblo va ser abandonat de forma permanent de la mateixa manera que altres llocs anasazi de Colorado. | [ 14 ] |
| Painted Hand Pueblo |        | El Painted Hand Pueblo és un lloc fora de pista que consisteix en ruïnes no excavades construït sobre roques al llarg d'un penya-segat i una torre de pedres. Va rebre el seu nom d'una roca amb pictografies de mans humanes. | [ 15 ] |